# Łowicko-błońská planina
Łowicko-błońská planina je planina tvořící jihozápadní část Středomazovské nížiny. Leží na jihu od údolí Visly a Bzury.
Mezi města, která leží na území planiny, patří Sochaczew, Błonie, Grodzisk Mazowiecki, Łowicz, Pruszków, Skierniewice a Żyrardów.
Toto území je morénovou denudační planinou, přes kterou plynou z jihu na sever početné přítoky Bzury, mezi nimiž ty nejdůležitější jsou: Moszczenica, Mroga, Skierniewka, Rawka, Sucha, Pisia a Utrata.
Na tomto území existují příznivé podmínky pro rozvoj zemědělství, zejména sadovnictví a pěstování zeleniny díky přítomnosti půdního prachu a černé půdy.